# スナッパー (潜水艦)
スナッパー (USS Snapper, SS-185) は、アメリカ海軍の潜水艦。サーモン級潜水艦の一隻。艦名はフエダイに因んで命名された。その名を持つ艦としては3隻目。

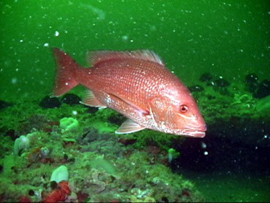
レッド・スナッパー（Red snapper）

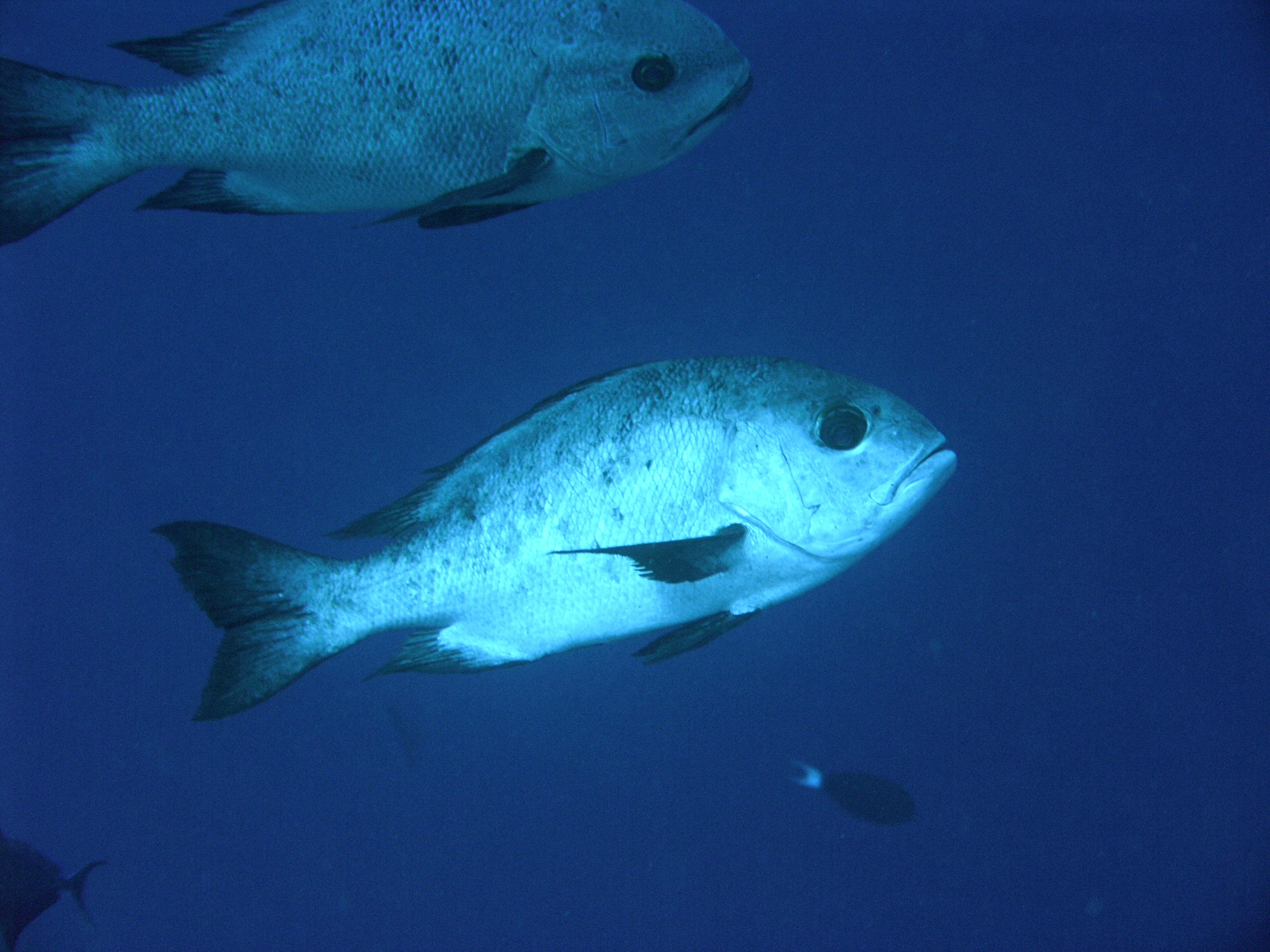
マダラタルミ（Black & white snapper）

## 艦歴
スナッパーは1936年7月23日にメイン州キタリーのポーツマス海軍造船所で起工した。1937年8月24日にスターク夫人（兵器局局長ハロルド・スターク少将の妻）によって命名、進水し、1937年12月16日に艦長F・O・ジョンソン少佐の指揮下就役する。

### 開戦まで
1938年5月10日にスナッパーはニューハンプシャー州ポーツマスを出航、整調巡航に向かいキューバ、パナマ運河地帯、ペルーおよびチリを訪問し、7月16日にポーツマスに帰還した。ポーツマスでスナッパーは検収完了公試を行い、整調後のオーバーホールが行われた。
10月3日、スナッパーはバルボアを拠点とする第3潜水戦隊に配属され、訓練および艦隊演習に参加、1939年3月15日に修理のためポーツマス海軍造船所に向かった。作業が完了すると5月9日にポーツマスを出航、コネチカット州ニューロンドンに停泊した後西海岸に向かい、6月2日にカリフォルニア州サンディエゴに到着した。7月1日、スナッパーは真珠湾に向けて出航し、ハワイ海域での艦隊演習後、ヴァレーホのメア・アイランド海軍造船所で1939年12月1日から1940年3月1日までオーバーホールが行われた。
作業後サンディエゴへ帰還し、スナッパーは第6潜水戦隊に配属される。4月1日にハワイに向けて出航、9日に真珠湾に到着した。その後は1940年10月および11月にサンディエゴへ短期巡航を行った以外、スナッパーはハワイ海域での訓練および艦隊戦術演習を続けた。1941年5月3日に出航、メア・アイランド海軍造船所でのオーバーホールに向かう。作業が完了するとサンディエゴを拠点とする第2潜水戦隊に配属される。日本軍による真珠湾攻撃時、スナッパーは1940年5月31日に艦長に就任したハミルトン・L・ストーン少佐（アナポリス1925年組）の指揮下、フィリピン海域での作戦活動中であった。

### 第1、第2の哨戒 1941年12月 - 1942年4月
12月19日、スナッパーは最初の哨戒で香港および海南海峡方面に向かった。1942年1月8日まで最初の哨戒海域にいたのち、南に下ってダバオ湾に向かった。1月12日にスナッパーは北緯18度20分 東経123度07分 / 北緯18.333度 東経123.117度のエンガノ岬近海で日本軍の補給艦に対して攻撃を行ったものの失敗、護衛の駆逐艦による攻撃で潜航を余儀なくされた。1月24日、スナッパーはミンダナオ島サンアグスティン岬沖で別の補給艦に対して攻撃を行ったものの失敗、再び護衛の駆逐艦に攻撃され潜航した。2月1日、スナッパーはバンカ海峡に接近するとともに響型駆逐艦に探知され、爆雷攻撃を受けたもののこれを回避した。スナッパーは2本の魚雷で反撃したが、2本とも命中しなかった。2月10日、スナッパーは53日間の行動を終えてジャワ島のスラバヤに帰投。続いてフリーマントルへ向かった。
3月6日、スナッパーは2回目の哨戒で、特別任務のためコレヒドール島に向かった。スナッパーはまずタラカン島へ向かい、哨戒海域では目標を発見することができず、ダバオ湾へ向かった。3月31日に北緯06度43分 東経125度44分 / 北緯6.717度 東経125.733度の地点で特設巡洋艦もしくは武装商船に接近。600ヤードの距離から2本の魚雷を発射し、逆方向に戻って潜望鏡深度から停止した敵艦を観察した。後部魚雷発射管から1本の魚雷を発射した後、スナッパーは護衛艦からの攻撃を受け潜航を強いられた。その日の夜遅く、マクタン島で弾薬を降ろして46トンの食糧を積み、この食糧を、包囲されたコレヒドール島へ送り届けるよう命令を受ける。4月4日、スナッパーはコレヒドール島に到着し、その積み荷を潜水艦救難艦ピジョン (USS Pigeon, ASR-6) に移して27名の避難民を乗せフリーマントルに向かった。途中、日本の駆逐艦を発見し回避した。4月23日夜、スナッパーは、シーレイヴン (USS Searaven, SS-196) にトラブルが発生したので、コースを戻って救助するよう命令を受ける。スナッパーはシーレイヴンを曳航してフリーマントルに向かった。4月25日、スナッパーは50日間の行動を終えてフリーマントルに帰投。その後、一旦オールバニに向かい、再びフリーマントルに帰投した。艦長がハロルド・E・ベイカー少佐（アナポリス1932年組）に代わった。

### 第3、第4の哨戒 1942年5月 - 10月
5月29日、スナッパーは3回目の哨戒でフローレス海、マカッサル海峡および西セレベス海に向かった。集中的な努力にもかかわらず、スナッパーは価値ある目標を発見できなかった。7月16日、スナッパーは49日間の行動を終えてフリーマントルに帰投した。
8月8日、スナッパーは4回目の哨戒で南シナ海に向かった。8月19日夜、スナッパーは南緯00度12分 東経118度50分 / 南緯0.200度 東経118.833度の地点で8,000トン級貨物船に対して2本の魚雷を発射したが、友鶴型水雷艇と思しき艦艇を含む護衛艦の攻撃を受けその回避を強いられ、結果を確認することはできなかった。この哨戒で観測できた他の数少ない敵艦に対しては、距離が離れすぎていたか、速度が高速だったため接近することはできなかった。10月3日、スナッパーは57日間の行動を終えてフリーマントルに帰投。艦長がオーガスタス・R・サンアンジェロ少佐（アナポリス1929年組）に代わった。

### 第5、第6、第7の哨戒 1942年10月 - 1943年3月
10月22日、スナッパーは5回目の哨戒でソロモン諸島方面に向かった。途中、オーストラリア大陸南岸を回って10月31日にブリスベンに寄港し、11月3日まで停泊した。補給ののちソロモン諸島中部の哨戒海域に急行。目下ガダルカナル島の戦いが繰り広げられていた時期であり、日本軍の艦船や航空機に多数遭遇した。11月24日にはムンダ近海で輸送船団を発見したが、駆逐艦の制圧を受けて攻撃できなかった。この哨戒ではこれを含めて、絶好の攻撃機会は訪れなかった。12月23日、スナッパーは64日間の行動を終えてブリスベンに帰投した。
1943年1月27日、スナッパーは6回目の哨戒でソロモン諸島方面に向かった。2月28日までビスマルク諸島近海で哨戒したのち、ナウル島やギルバート諸島を偵察しながら、真珠湾に向かった。この哨戒でも多くの貨物船や駆逐艦などに遭遇したものの、距離が遠かったなどの理由により攻撃機会に恵まれなかった。3月14日、スナッパーは46日間の行動を終えて真珠湾に帰投。オーバーホールのためハンターズ・ポイント海軍造船所に回航された。オーバーホール中に、艦長がメリル・K・クレメンソン少佐（アナポリス1933年組）に代わった。
7月29日、スナッパーは7回目の哨戒でマリアナ諸島、トラック諸島方面に向かった。ミッドウェー島に寄港し補給の後、哨戒海域に到着した。そして、スナッパーはグアム島アプラ港において太平洋戦争における最初の戦果を挙げることとなる。8月20日、スナッパーはアプラ港の北東の端に係留された2隻の大型船を観測する。スナッパーはそれらが出港するまで港の外で潜航したまま哨戒を続けることを決定した。この2隻の船のうち、1隻は1月26日にフライングフィッシュ (USS Flying Fish, SS-229) が満潮を待ってサンゴ礁越しに発射した魚雷が命中して損傷し、5月5日にパーミット (USS Permit, SS-178) から発射した魚雷が命中して損傷を受けた特設運送船東海丸（大阪商船、8,365トン）だった。7日後の8月27日午後、スナッパーは港の北へ向かい、港内の東海丸に対して3本の魚雷を発射し、別の目標にも1本発射した。スナッパーは現場をすぐに離れ、最初の目標に1本が命中したのを確認した。スナッパーの最初の戦果となり、東海丸は船尾から沈んでいった。9月2日、スナッパーは北緯08度40分 東経151度31分 / 北緯8.667度 東経151.517度のルクテー島近海で5隻の貨物船および駆逐艦雷、海防艦六連からなる第4902船団に接近した。主目標の貨物船はジグザク進路を取って離れていったが、ほどなく左舷の六連が視界に入り、スナッパーはこれに対して魚雷を発射した。魚雷は六連の右舷艦首と後部に命中。六連は爆発を起こして吹き飛び、炎に包まれ大傾斜の末沈没していった。六連の沈没は、後におびただしい犠牲を重ねた日本の海防艦の喪失第一号である。雷が爆雷攻撃を始めたが、スナッパーは速やかに現場を離脱した。9月6日、スナッパーは北緯10度26分 東経149度38分 / 北緯10.433度 東経149.633度の地点で別の船団を迎え撃ち、3本の魚雷を発射したが全弾が外れた。9月17日、スナッパーは54日間の行動を終えてミッドウェー島に帰投した。

### 第8、第9の哨戒 1943年10月 - 1944年4月
10月19日、スナッパーは8回目の哨戒で日本近海に向かった。11月29日、この日は荒天であったがスナッパーは八丈島東北東海域で横須賀からトラックに向かう、5隻の輸送船を中心とした第3128船団を発見。射程に接近し、魚雷を3本発射。そのうちの2本が特設運送船乾隆丸（乾汽船、4,575トン）に命中し、乾隆丸は炎上して沈没した。12月14日、スナッパーは56日間の行動を終えてミッドウェー島に帰投。この後、スナッパーは真珠湾に回航されて修理を受けた。艦長がウィリアム・W・ウォーカー少佐（アナポリス1934年組）に代わった。
1944年3月14日、スナッパーは9回目の哨戒で小笠原諸島方面に向かった。この哨戒では価値ある目標をほとんど観測しなかった。3月24日、スナッパーは北緯28度55分 東経142度03分 / 北緯28.917度 東経142.050度の地点で12隻の輸送船からなる船団を発見し、8本の魚雷を発射してそのうちの6本を命中させて貨物船に損傷を与えたと判断されたものの、荒天のため攻撃を継続することはできなかった。敵の護衛艦および荒天がそれ以上の攻撃を妨げた。4月29日、スナッパーは57日間の行動を終えてミッドウェー島に帰投した。

### 第10、第11の哨戒 1944年5月 - 1944年10月
5月26日、スナッパーは10回目の哨戒でトラック諸島方面に向かった。この哨戒ではトラック近海での救助艦任務に従事し、陸軍航空隊の爆撃機部隊を支援した。6月9日、浮上しての哨戒中に敵機が雲間から現れ攻撃を始めた。スナッパーは急速潜航したが、爆弾がハッチ上で爆発し1名が死亡、艦長を含む数名が負傷した。スナッパーは潜航を続け、砲弾が船体を叩く音が観測された。浮上して気密室に損傷がなかったことが確認できたものの、激しい重油の跡が燃料タンクに穴が開いたことを示していた。応急修理がなされ、負傷した2名の下士官が6月13日にマジュロで潜水母艦ブッシュネル (USS Bushnell, AS-15) に移送された。移送を終えるとスナッパーは救助艦任務を継続すべくトラック近海に戻った。スナッパーは帰途にマジュロに寄港した。7月21日、スナッパーは56日間の行動を終えて真珠湾に帰投した。
9月5日、スナッパーは11回目の哨戒で小笠原諸島方面に向かった。10月1日、スナッパーは北緯28度20分 東経139度25分 / 北緯28.333度 東経139.417度の地点で護衛艦によって護衛された2隻の輸送船団を発見した。スナッパーは大型の目標に対して前部発射管の魚雷を発射し、小型の目標に向けても魚雷を発射した。魚雷は海軍徴傭船盛安丸（川崎汽船、1,900トン）と敷設艇網代に命中し、両方とも撃沈した。その後は硫黄島沖で救助艦任務を10月18日まで行った。10月27日、スナッパーは52日間の行動を終えてミッドウェー島に帰投。これがスナッパーの最後の哨戒となった。

### 訓練艦・戦後
スナッパーは真珠湾に一旦回航され、次いで11月2日に真珠湾を出航し、メア・アイランド海軍造船所でのオーバーホールに向かった。作業完了後、1945年3月9日にメア・アイランドを出航、3月11日にサンディエゴに到着し、数ヶ月間沿岸での訓練活動に従事した。スナッパーは5月20日にパナマ運河を通過、5月27日にニューロンドンに到着、以後同地を拠点として活動した。1945年11月17日、スナッパーはマサチューセッツ州ボストンで退役した。その後1948年4月30日に除籍され、1948年5月18日にニューヨークのインターステート・メタルズ株式会社にスクラップとして売却された。
スナッパーは第二次世界大戦の戦功で6個の従軍星章を受章した。